# Idiocnemis dagnyae
Idiocnemis dagnyae – gatunek ważki z rodziny pióronogowatych (Platycnemididae).